# Hussein ibn Ahmad
Hussein ibn Ahmad (arabisch الحسين بن أحمد, DMG al-Ḥusain ibn Aḥmad; † 882/883) war der Vater des ersten Kalifen der Fatimiden, al-Mahdi († 4. März 934), und ist gemäß der historiografischen Überlieferung der ismailitischen Schia deren zehnter Imam.
Über Hussein ist wenig bekannt. Er war der ältere Sohn von Ahmad und Enkel von Abdallah al-Akbar, dem Begründer der ismailitischen Mission (daʿwa). Gelebt hatte er offenbar im persischen Askar Mukram, der Heimat des Großvaters, da hier am 31. Juli 874 auch sein Sohn Said (alias „Abdallah“) geboren wurde. Als dieser im achten Lebensjahr stand ist Hussein gestorben.
Wie alle Familienmitglieder lebte auch Hussein aus Gründen der Vorsicht (taqīya) unter verschiedenen Decknamen in der Verborgenheit (ġaiba) um der Verfolgung durch die herrschenden Abbasidenkalifen zu entgehen. Irgendeine bedeutende Rolle in der ismailitischen Mission scheint er nicht gespielt zu haben, womöglich weil er noch vor seinem Vater gestorben war. Die vom syrischen Salamiyya aus organisierte Mission ist tatsächlich von seinem Bruder Abu Ali Muhammad (alias „Abu sch-Schalaghlagh“; † ca. 899) übernommen wurden. Der hatte nach Husseins Tod den jungen Neffen Said nach Salamiyya bringen lassen, um ihn als den rechtgeleiteten Vorsteher (al-imām al-mahdī) der Gläubigen aufzubauen, dem es eines Tages bestimmt sein sollte aus der Verborgenheit herauszutreten um das Kalifat der Nachkommen Alis wieder zu errichten.